# (4913) Wangxuan
(4913) Wangxuan ist ein Asteroid des Hauptgürtels, der am 20. September 1965 am Purple-Mountain-Observatorium in Nanjing entdeckt wurde.
Der Asteroid trägt den Namen des bedeutenden chinesischen Computer-Spezialisten Wang Xuan (1937–2006).